# コネチカット土地会社

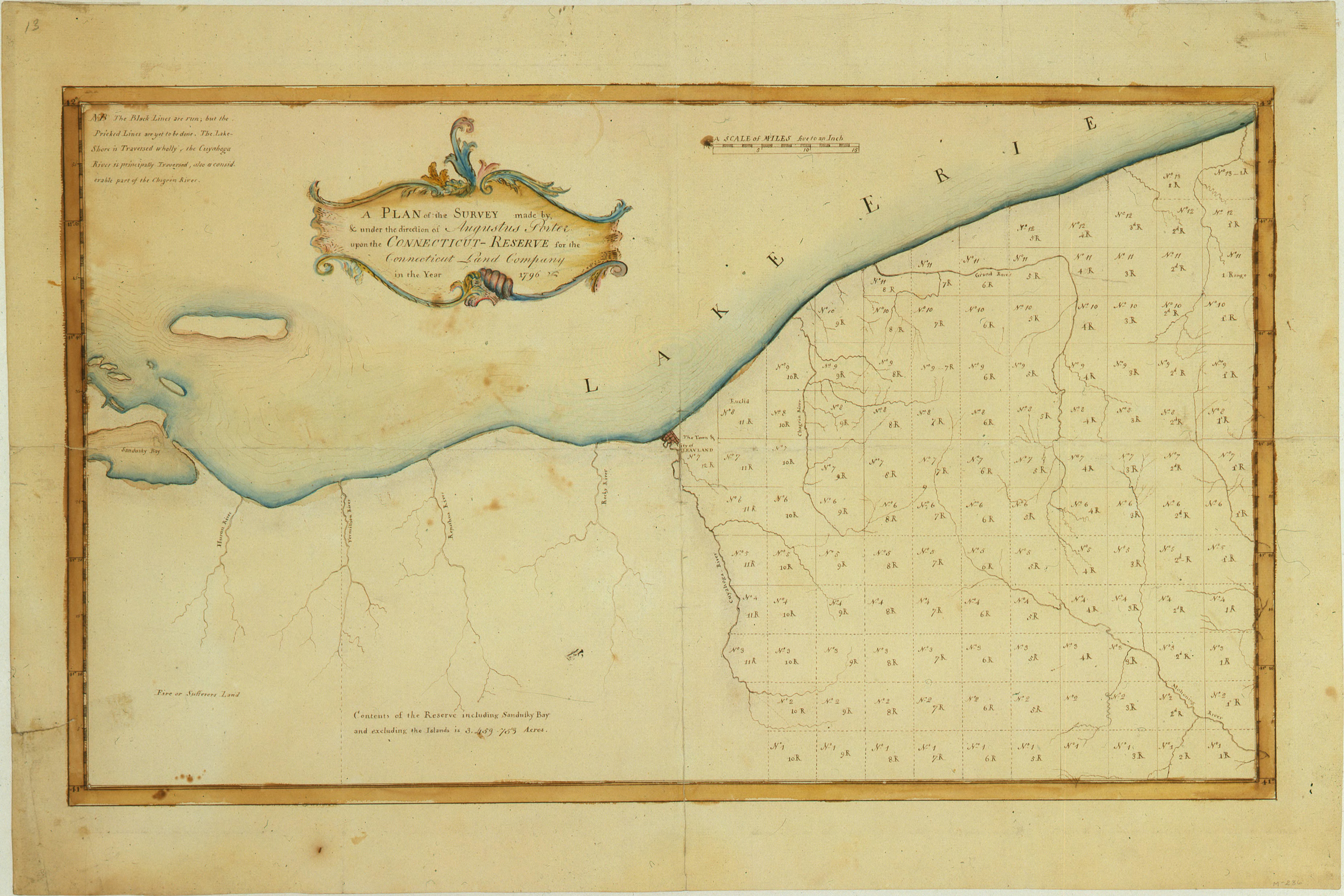
1796年にコネチカット土地会社のコネチカット保留地についてのアウグスタス・ポーターによって制作された土地調査地図。西部保留地はクリーブランドとその他の区画に分割されている。 (ズーム)

コネチカット土地会社（英語：Connecticut Land Company）は、18世紀末に現在のアメリカ合衆国コネチカット州に設立された会社。当時の北西部領土の一部であったコネチカット西部保留地への入植を推奨する目的で設立された。
コネチカット西部保留地はその中心地がクリーブランドの北東に位置していた。1795年、コネチカット土地会社は西部保留地のうち300万エーカー（約12,000 km2）を購入。入植者は1785年の公有地条例のガイドラインに基づき、入植の前に土地の調査を要求した。 1796年にカヤホガ川以東の土地の調査販売を開始した。